# کلاینمولزن
کلاینمولزن (به آلمانی: Kleinmölsen) یک شهر در آلمان است که در زومردا واقع شده‌است. کلاینمولزن ۳۵۹ نفر جمعیت دارد.